# لويس ر. كابلان
لويس ر. كابلان (بالإنجليزية: Louis R. Caplan)‏ هو طبيب أعصاب وعالم أعصاب أمريكي، ولد في 31 ديسمبر 1936 في بالتيمور في الولايات المتحدة.